# Route nationale 8 (Grèce)
Pour les articles homonymes, voir Route nationale 8.
La route nationale 8 (en grec moderne : Εθνική Οδός 8, en abrégé EO8), ou communément ancienne route nationale Athènes–Patras (Παλαιά Εθνική Οδός Αθηνών - Πατρών) est une route nationale traversant les régions de l'Attique, du Péloponnèse et de la Grèce-Occidentale.

## Situation
La route EO8 relie Athènes aux villes de Corinthe et Patras. 
Dans les années 1960, elle avait été remplacée sur la majeure partie de sa longueur par la route nationale 8A, contournant la plupart des villes et constituant la principale route vers le Péloponnèse.
La route nationale EO8A a depuis été transformée en autoroute A8,.

## Tracé
| Km     | Agglomérations lieux | Carte interactive |
| ------ | -------------------- | ----------------- |
| 0 km   | Athènes              |                   |
| 83 km  | Corinthe             |                   |
| 174 km | Aigion               |                   |
| 230 km | Patras               |                   |

## Galerie

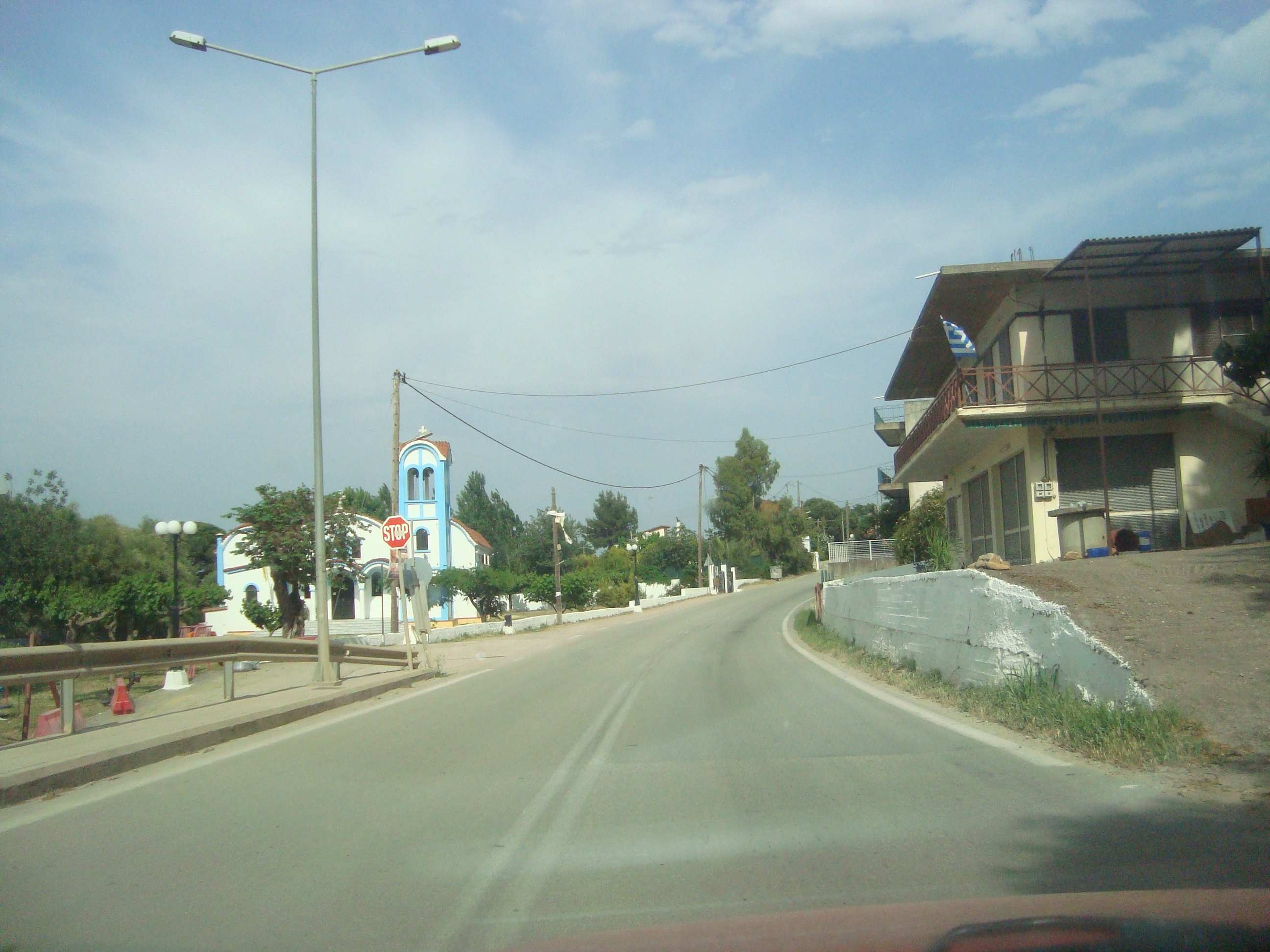
La EO8 à Lambíri (Achaïe)
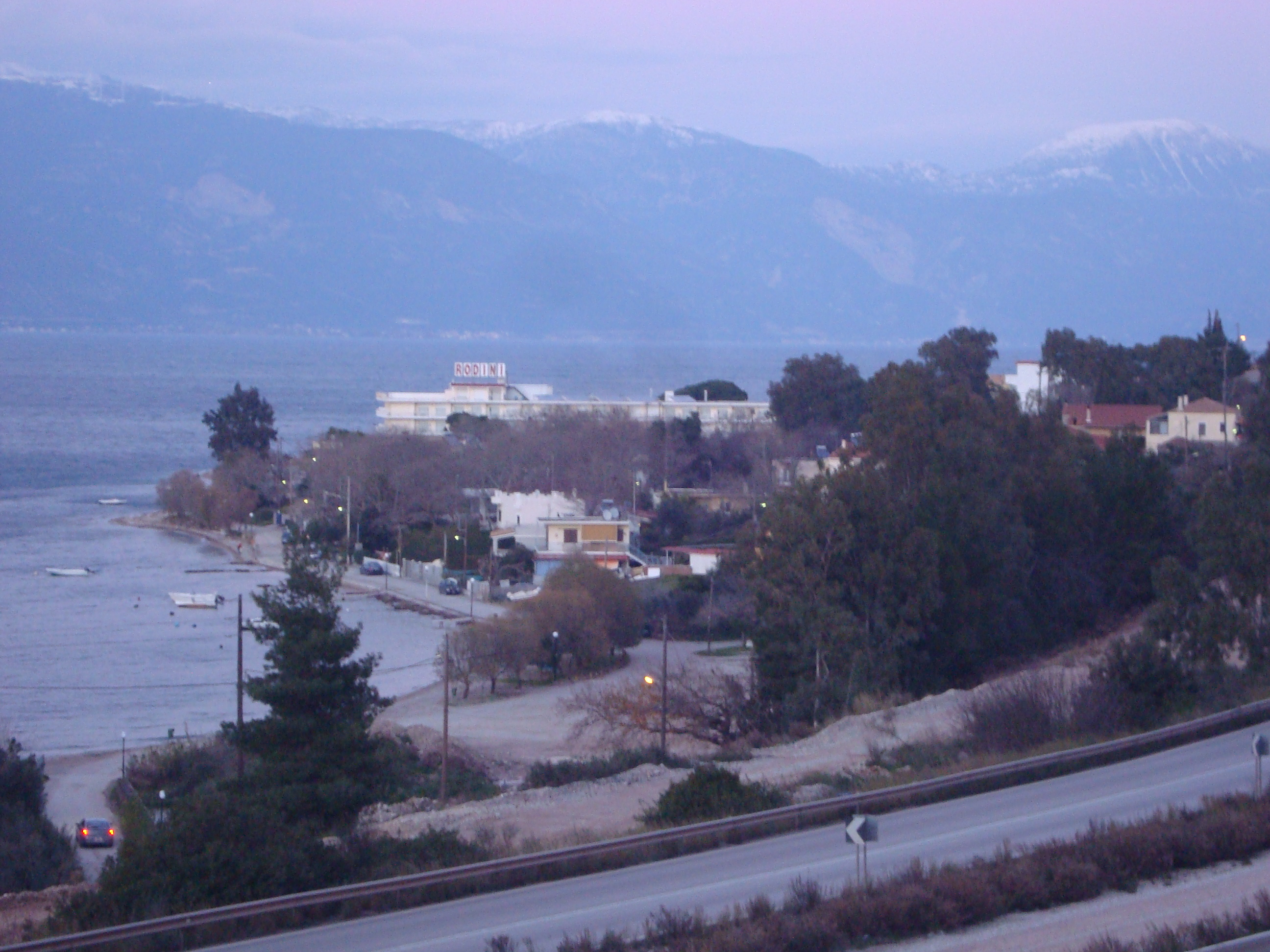
Village de Káto Rodini (en).
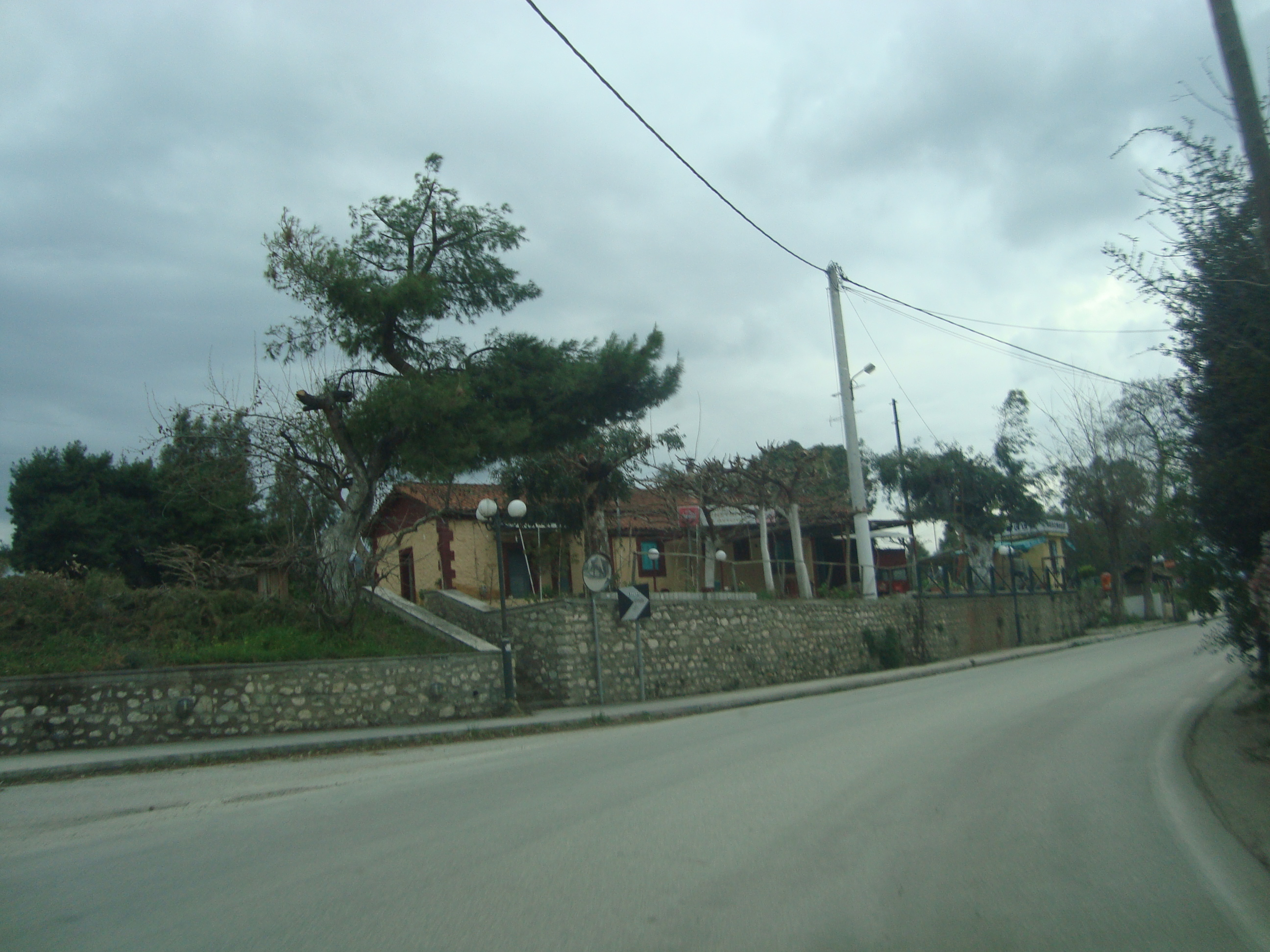
Ancienne gare de Kamáres.